# Нагуло, Вячеслав Иванович
Вячеслав Иванович Нагуло, вариант написания фамилии в военных документах Нагулов (28 марта 1924, Новгород-Северский — 15 июля 2012, Днестровск) — советский военный разведчик, политзаключённый ГУЛага, один из организаторов отпора уголовникам, имя которого с появлением термина «нагуловщина» стало нарицательным.

## Биография
Украинец. Родился в городе Новгород-Северский Черниговской области. Мать — Анна Гавриловна Нагулова, урождённая Ляховская, учительница, отец — заведующий почтовым отделением. В детстве свободное время посвящал чтению. Занимался акробатикой. Перед войной успел окончить 9 классов. Призван в Красную армию Новгород-Северским районным военкоматом в августе 1943 года.
С сентября 1943 года на фронте. Служил в 2-м батальоне 470 стрелкового полка 194-й Речицкой Краснознамённой дивизии,  разведчик (август 1943 — май 1944). Всё время на переднем крае и в наступлениях. 28 октября 1943 и 3 марта 1944 был легко ранен. Оба раза эвакуирован в госпиталь, «после чего возвращался в свою часть, где не заставал своих командиров», действующими на месте. В результате участие Нагулова в отражении контратак противника и других подвигах оставалось без отметок. Только 6 июля 1944 за образцовое выполнение заданий командования и проявленное при этом мужество награждён медалью «За отвагу». С мая 1944 по май 1945 служил разведчиком в 137 отдельной моторизованной разведывательной роте.
Благодаря знанию немецкого и хорошей физической подготовке переведён в разведку. Стрелок-разведчик 137 отдельной разведывательной роты 194-й Речицкой Краснознамённой дивизии. 25 июня 1944 года к югу от деревни Заболотье вместе с двумя бойцами под огнём противника совершил захват «языка» из отступающего немецкого обоза, доставил его в штаб дивизии. За это награждён Орденом Красной Звезды.
Командование считало, что 4 сентября 1944 красноармеец Вячеслав Нагулов погиб на территории занятой противником в Варшавской губернии Польши. Более месяца Вячеслава считали погибшим. Но 6 октября было сделано уточнение, что в действительности он был ранен и находится на излечении в госпитале.
С мая 1945 по апрель 1946 служил в 4 армия БК130 Военно-авт. 32 ком. С апреля 1946 по май 1947 служил в 170 стрелковой дивизии командиром расчёта 85 мм орудия. По другим сведениям в конце 1945 старший сержант В. И. Нагуло направлен для прохождения службы в Иране, где пребывал до апреля 1946 года, когда военная цензура обнаружила в его письмах крамолу, ещё больше компромата дал изъятый при обыске дневник. Осуждён по 58 статье п. 10.
Один из организаторов отпора уголовникам в Марьинских лагерях (Сиблаг), что привело к появлению у блатных нового термина «нагуловщина».
По требованию политзэка стал старшим нарядчиком в Чурбай-нуре, отделении Песчанлага. Проводил расследование гибели московского поэта Г. Б. Ингала, по словам Г. С. Климовича, пришёл к выводу, что его убили по заданию администрации стукачи или сами надзиратели.
Осенью 1952 года со штрафным Карагандинским этапом отправлен в Горлаг.
В феврале 1953 года освобождён из режимной тюрьмы в 4-м лаг. отделении Горлага. Входил в группу самообороны. В начале июля 1953 вновь арестован за активное участие в Норильском восстании.
По одним сведениям освобождён в конце 1953-го, но Г. С. Климович утверждал, что после Норильского восстания Нагуло вместе с ним через Свердловскую пересылку был отправлен во Владимирский централ и Иркутскую тюрьму, где и там, и там они сидели в одной камере.
Так описывает В. Нагуло тех лет Г. С. Климович: 

Нагуло был человеком незаурядным. Он даже внешне был непохожим на всех других. Мягкое открытое лицо, тонкие губы, высокий лоб, умные спокойные глаза, уверенные, полные достоинства движения свидетельствовали о его благородстве и выгодно выделяли из любой толпы. Придурки считали его своим сторонником, работяги — своим защитником, интеллигенты — человеком своего круга. <…> Он органически не терпел любого проявления зла и насилия. И, вместе с тем, он ни во что не верил, ничему не поклонялся; в душе его не было ни Бога, ни черта. Пережив в лагерях немало черных дней и испытывая на себе власть грубой силы, он разочаровался во всех человеческих ценностях, и впредь на добрые дела его подвигала не любовь к людям, а ненависть ко всякого рода произвольщикам — будь это содержащиеся в заключении подонки или высокое начальство МГБ. Для него и те, и эти были на одно лицо, он не видел между ними разницы, был уверен, что все они одинаково повинны в творимом здесь произволе, борьбу с которым считал своим долгом — делом чести и совести, а борясь, действовал заодно с Корбутом и ОУНовцами, хотя и не разделял их взглядов.
 По словам его другого солагерника, Семёна Зиновьевича Бомштейна, одного из организаторов Норильского восстания в 5-м лаг. отделении Горлага: «Славка был и остался советским парнем, мечтавшим вернуться к своей маме — учительнице в Новгороде-Северск[ом]».
После освобождения осенью 1953 года работал лесорубом в Архангельской области, затем в Добрянке Пермской области учился на курсах крановщиков. Женился. В ноябре 1962 года переехал в село Коротное Молдавской ССР. Обосновался в г. Днестровске. Работал шофёром на строительстве Кучурганской ГРЭС. После этого 25 лет работал на консервном заводе в посёлке Красное.
В 1980 году возвращены изъятые при аресте награды. Только в 1984 реабилитирован. До последних лет поддерживал отношения с Чабуа Амирэджби.
Скончался в 15 июля 2012 года в Днестровске, похоронен там же.

## Семья
- Жена — Галина Николаевна урождённая Некрасова[7] (род. ?)
  - Сын — Сергей 1957 года рождения[7].
  - Дочь — Светлана 1965 года рождения.
  - Дочь — Наталья 1973 года рождения.

## Награды
- Орден Красной Звезды
- Медаль «За отвагу» и другие
- 6 апреля 1985 — Орден Отечественной Войны II степени[17].

## Адреса
- 1943 — Черниговская обл., г. Новгород-Северский, ул. Свердлова, д. 18[4].